# ダヴィデ・アストーリ
ダヴィデ・アストーリ（Davide Astori, 1987年1月7日 - 2018年3月4日）は、イタリア・ロンバルディア州サン・ジョヴァンニ・ビアンコ出身のサッカー選手。ポジションはディフェンダー（センターバック）。
左利きのセンターバックであり、カリアリ・カルチョでセリエAデビューを果たした後、ASローマやACFフィオレンティーナでプレー。フィオレンティーナでは主将も務めた。イタリア代表にも選出されFIFAコンフェデレーションズカップ2013に出場した。2018年3月4日に、遠征先のホテルで心臓発作のため急死した。

## 経歴

### クラブ
ミランのプリマヴェーラ出身。セリエC1のASピッツィゲットーネへレンタル移籍しプロキャリアをスタートさせた。チームはセリエC2に降格したが、準レギュラーとして活躍、翌年もセリエC1のUSクレモネーゼへレンタル移籍。2年間のセリエC1での活躍により2008年からはセリエAのカリアリ・カルチョへ移籍。1年目は出場機会が無かったものの2年目からはフェデリコ・マルケッティ、ミケーレ・カニーニらと共にDFラインを形成し古巣ミランへの復帰も囁かれていた。2011年6月22日、入団4年目にしてミランから保有権を買い取り、カリアリへ完全移籍した。
2014年7月25日、ASローマに買い取りオプション付きでのレンタル移籍が決定した。UEFAチャンピオンズリーグのCSKAモスクワ戦では欧州カップ戦でのデビューを果たした。24試合に出場したものの完全移籍には至らなかった。
2015年8月4日、ACFフィオレンティーナへ買取義務付きのレンタルで移籍。2017-18シーズンにはフィオレンティーナのキャプテンとしてプレーしていた。最後のシーズンは25試合出場1得点。生前最後の試合となった2018年2月25日のキエーヴォ・ヴェローナ戦ではクリスティアーノ・ビラーギの決勝ゴールをアシストしている。

### イタリア代表
U-18イタリア代表代表で4試合に出場。U-21代表では招集されなかったが、チェーザレ・プランデッリ監督の初陣となった2010年8月10日のコートジボワール戦でA代表初招集を受けた。
2011年3月29日のウクライナ戦では、途中交代でA代表デビューを飾ったが、イエローカードを2枚貰って退場処分を受けた。2013年6月30日、コンフェデレーションズカップ3位決定戦のウルグアイ戦でA代表初ゴールを決めた。イタリア代表では通算14試合に出場。生前最後のイタリア代表の試合となった2017年11月のスウェーデンとのワールドカップ予選プレーオフにも招集されていた。

### 突然の死
2018年3月4日、ウディネーゼ・カルチョとの試合のために宿泊していた遠征先ウーディネのホテルで就寝中に急死した。死因は心臓発作（心血管虚脱）とみられている。

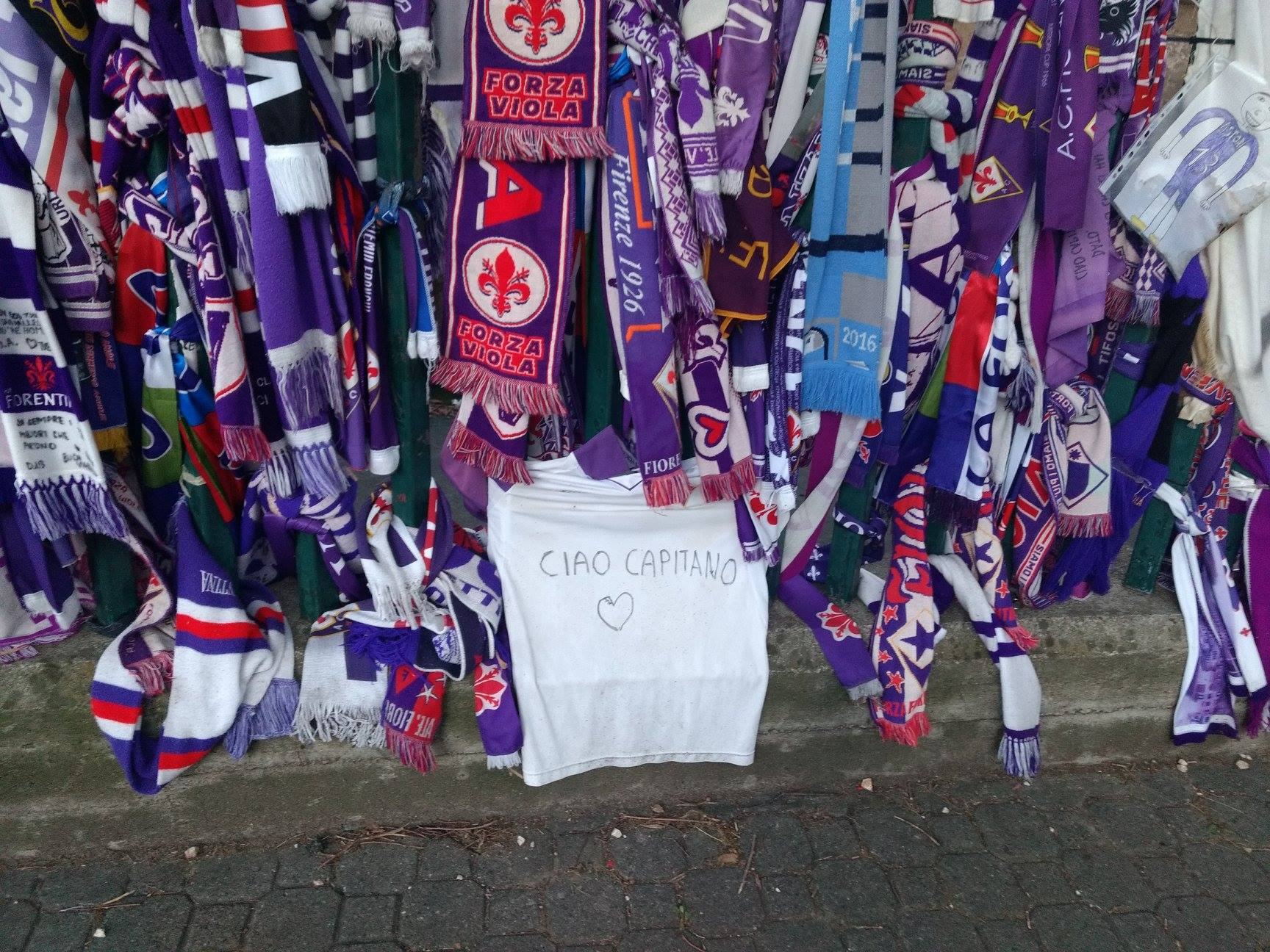
スタディオ・アルテミオ・フランキに設けられた追悼スペース。タオルマフラーやアストーリへのメッセージが捧げられている。

アストーリの死を受け、所属するフィオレンティーナとウディネーゼの試合に加え、古巣カリアリとジェノアCFCの試合も延期が決定。その後、3月4日に行われるセリエA7試合全ての延期が決定した。また3月6日から8日にかけて行われるチャンピオンズリーグ、ヨーロッパリーグの試合前に黙祷が行われることになった。フィレンツェ市長のダリオ・ナルデッラは同日は市全体で喪に服すことを表明した。3月6日、フィオレンティーナとカリアリはそれぞれの公式ツイッターで、アストーリがつけていた背番号13を永久欠番にすることを発表した。葬儀は3月8日にフィレンツェのサンタ・クローチェ教会で行われ、フィオレンティーナのクロアチア代表MFミラン・バデリが弔辞を読んだ。アストーリの死後最初の試合となった3月12日のフィオレンティーナのホーム、スタディオ・アルテミオ・フランキでのベネヴェント・カルチョの試合前には両チームの選手と審判団が肩を組んで黙祷が捧げられ、アストーリの背番号にちなみ開始13分に試合が一時中断されゴール裏にコレオグラフィーが掲げられた。試合は1-0でフィオレンティーナが勝利した。
3月18日、フィオレンティーナCEOのマリオ・コッニーニはアストーリに敬意を表し、クラブの練習場の名を「スポーツセンター・ダヴィデ・アストーリ」に変更することを発表した。4月9日、イタリアサッカー協会はアストーリに敬意を表し、フェアプレー賞の名称を「プレミオ・ダヴィデ・アストーリ」に改名することを発表した。
2018-19シーズンよりセリエAでは統一したデザインのキャプテンマークが使用されるようになったが、アストーリのイニシャルと背番号13が入れられたキャプテンマークを使用していたフィオレンティーナについては特例とされた。

## 人物
既婚者であり、2016年には妻との間に娘が生まれている。生前はピッチ内外で人格者として知られ、セリエAにおけるフェアプレー賞にも彼の名が冠せられている。